# (2351) O'Higgins
(2351) O'Higgins (1964 VD) est un astéroïde de la ceinture principale, découvert le 3 novembre 1964 à l'observatoire Goethe Link près de Brooklyn, dans l'Indiana, nommé d'après Bernardo O'Higgins.